# Treat Her Like a Lady
Treat Her Like a Lady è una canzone incisa dalla cantante canadese Céline Dion per l'album Let's Talk About Love (1997). Il brano è una cover della cantante giamaicana Diana King, scritto da lei stessa per il suo d'esordio Tougher Than Love (1995). La versione della Dion è stato pubblicata come singolo promozionale il 22 marzo 1999 in Europa, Australia e Sudafrica ottenendo un discreto successo commerciale.

## Contenuti e successo commerciale
La cover registrata da Cèline e prodotta da Ric Wake presenta alcuni versi scritti dalla stessa Dion e registrata insieme a Diana King, tra l'altro autrice del brano, e al gruppo femminile americano Brownstone che registrarono i cori.
In Europa, Australia e Sudafrica Treat Her Like a Lady fu pubblicato su CD singolo insieme a due tracce secondarie come To Love You More e Unison, entrambe in versione remix. Nel Regno Unito invece alcune versioni del singolo includevano le due versioni remixate di Treat Her Like a Lady prodotte da Ric Wake e Metro oppure brani come The Prayer o Love Can Move Mountains. Quest'ultima versione, pubblicata il 12 luglio, includeva anche il videoclip musicale in versione live di Treat Her Like a Lady.
Nel 1999, la canzone raggiunse la posizione numero 12 nei Paesi Bassi, la numero 13 in Islanda, la numero 16 in Austria, la numero 31 nel Regno Unito e la numero 33 in Scozia. Quando le stazioni radio québecchesi iniziarono a suonare la canzone nel 1998, entrò in classifica il 30 maggio raggiungendo la nona posizione.

## Recensioni da parte della critica
Il brano reggae incisa dalla Dion con la collaborazione di Diana King e le Brownstone non ricevette un'accoglienza positiva da parte della critica musicale.
Il redattore del settimanale statunitense Entertainment Weekly, David Browne, definì la cover della Dion una "pugnalata stravagante al reggae dance hall... (involontariamente divertente)". mentre Jonathan Bernstein sul settimanale The New York Observer in una recensione dell'album Let's Talk About Love scrisse riguardo l'interpretazione della cantante canadeseː "È caduta di faccia a terra prima di tentare di essere un tutt'uno con il ritmo, ma Céline Dion non si è mai umiliata in modo così completo come quando si schiaccia in stile da sala da ballo in Treat Her Like a Lady."

## Interpretazioni dal vivo e pubblicazioni
Il singolo fu rilasciato durante il periodo in cui Céline era impegnata nella sua tournée mondiale il Let's Talk About Love World Tour. La cantante interpretò il brano durante l'intera tournée in duetto virtuale con la cantante reggae Diana King. La performance attuata allo Stade de France è stata registrata e pubblicata sul DVD Au cœur du stade, dove sono presenti come bonus-track anche le riprese della sessione di registrazione del brano.
Il singolo fu presentato in molte occasioni televisive e live come lo speciale televisivo canadese dedicato all'album Let's Talk About Love. Nel 1997 La Dion e la King interpretarono il brano nel programma musicale francese Hit Machine. Il 10 aprile 1998 Cèline insieme a Diana king e la gruppo delle Brownstone, per la prima volta tutte insieme, cantarono Treat Her Like a Lady dal vivo durante la cerimonia di premiazione degli Essence Award.
Céline Dion e Diana King (ospite a sorpresa) eseguirono il brano per la prima volta in un concerto, durante li Jamaica Jazz and Blues Festival il 27 gennaio 2012. Il 15 giugno 2017, Céline interpretò Treat Her Like a Lady durante la prima data del suo tour il Celine Dion Live 2017, iniziato da Copenaghen.

## Formati e tracce
CD Singolo Promo (Australia) (Epicː SAMP 2079)
1. Treat Her Like a Lady – 4:05 (testo: Diana King, Andy Marvel, Billy Mann, Céline Dion – musica: King, Marvel, Mann)
2. The Prayer (feat. Andrea Bocelli) – 4:53 (testo: Carole Bayer Sager, David Foster, Tony Renis, Alberto Testa – musica: Sager, Foster)

CD Maxi-Singolo (Australia; Europa) (550 Musicː 666866 2; Columbiaː 666866 2)
1. Treat Her Like a Lady – 4:05 (testo: King, Marvel, Mann, Dion – musica: King, Marvel, Mann)
2. To Love You More (Tony Moran Pop Edit Mix) – 4:53 (testo: Junior Miles – musica: Foster)
3. Unison (Single Dance Mix) – 4:03 (testo: Bruce Roberts – musica: Andy Goldmark)

CD Singolo (Europa) (Columbiaː 666866 1)
1. Treat Her Like a Lady – 4:05 (testo: King, Marvel, Mann, Dion – musica: King, Marvel, Mann)
2. To Love You More (Tony Moran Pop Edit Mix) – 4:53 (testo: Miles – musica: Foster)

CD Singolo Promo (Germania; Messico) (Columbiaː 666866 1; Epicː PRCD 97590)
1. Treat Her Like a Lady – 4:05 (testo: King, Marvel, Mann, Dion – musica: King, Marvel, Mann)

CD Singolo (Regno Unito) (Epicː 667552 2)
1. Treat Her Like a Lady – 4:05 (testo: King, Marvel, Mann, Dion – musica: King, Marvel, Mann)
2. Treat Her Like a Lady (The Metro Club Mix) – 7:06 (testo: King, Marvel, Mann, Dion – musica: King, Marvel, Mann)
3. Treat Her Like a Lady (Ric Wake Club Mix) – 8:17 (testo: King, Marvel, Mann, Dion – musica: King, Marvel, Mann)

CD Singolo (Regno Unito) (Epicː 667552 2)
1. Treat Her Like a Lady (Live) – 4:19 (testo: King, Marvel, Mann, Dion – musica: King, Marvel, Mann)
2. Love Can Move Mountains (Live) – 4:53 (Diane Warren)
3. The Prayer (feat. Andrea Bocelli) – 4:30 (testo: Sager, Foster, Renis, Testa – musica: Sager, Foster)
4. Treat Her Like a Lady (Video) – 4:19

CD Singolo (Sudafrica) (Columbiaː CDSIN320)
1. Treat Her Like a Lady – 4:05 (testo: King, Marvel, Mann, Dion – musica: King, Marvel, Mann)
2. To Love You More (Tony Moran Pop Edit Mix) – 4:53 (testo: Miles – musica: Foster)
3. Unison (Single Dance Mix) – 4:03 (testo: Roberts – musica: Goldmark)

LP Singolo Promo 12" (Regno Unito) (Epicː LADY1T)
1. Treat Her Like a Lady (The Metro Club Mix) – 7:06 (testo: King, Marvel, Mann, Dion – musica: King, Marvel, Mann)
2. Treat Her Like a Lady (Ric Wake Club Mix) – 8:07 (testo: King, Marvel, Mann, Dion – musica: King, Marvel, Mann)

MC Singolo (Regno Unito) (Epicː 667552 4)
1. Treat Her Like a Lady – 4:05 (testo: King, Marvel, Mann, Dion – musica: King, Marvel, Mann)
2. Treat Her Like a Lady (Ric Wake Radio Mix) – 3:34 (testo: King, Marvel, Mann, Dion – musica: King, Marvel, Mann)
3. The Prayer (feat. Andrea Bocelli) – 4:30 (testo: Sager, Foster, Renis, Testa – musica: Sager, Foster)

## Versioni ufficiali
- Treat Her Like a Lady (Album Version) – 4:05
- Treat Her Like a Lady (Live Version) – 4:19
- Treat Her Like a Lady (Ric Wake Club Mix) – 8:17
- Treat Her Like a Lady (Ric Wake Radio Mix) – 3:34
- Treat Her Like a Lady (The Metro Club Mix) – 7:06

## Classifiche
| Classifica (1999)                                      | Posizione massima raggiunta |
| ------------------------------------------------------ | --------------------------- |
| Austria (Ö3 Austria Top 40)                            | 16                          |
| Belgio Fiandre (Ultratip Bubbling Under)               | 4                           |
| Europa (Eurochart Hot 100 Singles)                     | 91                          |
| Germania (Offizielle Deutsche Charts)                  | 64                          |
| Islanda (Íslenski Listinn Topp 40)                     | 13                          |
| Paesi Bassi (Dutch Top 40 Tipparade)                   | 12                          |
| Paesi Bassi (Single Top 100)                           | 62                          |
| Québec (ADISQ)                                         | 9                           |
| Regno Unito (Official Singles Chart Top 100)           | 31                          |
| Scozia (Official Scottish Singles Sales Chart Top 100) | 33                          |
| Svezia (Sverigetopplistan)                             | 54                          |

## Crediti e personale
Registrazione
- Registrato ai Cove City Sound Studios, L.I. di New York City (NY), The Dream Factory di New York City (NY), The Hit Factory di New York City (NY)

Personale
- Arrangiato da - Richie Jones, Ric Wake
- Cori - Diana King, Brownstone
- Ingegnere del suono - Humberto Gatica
- Musica di - Diana King, Billy Mann, Andy Marvel
- Produttore - Ric Wake
- Produttore remix - Metro, Ric Wake
- Produttore esecutivo - Jonh Doelp, Vito Luprano
- Testi di - Céline Dion, Diana King, Billy Mann, Andy Marvel

## Cronologia di rilascio
| Paese       | Data           | Formati           |
| ----------- | -------------- | ----------------- |
| Australia   | 1999           | CD                |
| Europa      | 1999           | CD                |
| Regno Unito | 1999           | CD • Musicassetta |
| Regno Unito | 13 luglio 1999 | CD                |
| Sudafrica   | 1999           | CD                |